# ドロップ・ゾーン
『ドロップ・ゾーン』（Drop Zone）は、1994年に公開されたアメリカ映画である。

## ストーリー
連邦保安官のピート・ネシップとテリー・ネシップという兄弟がいた。彼ら兄弟は、とある事件の証人である、ハッカーの囚人アール・リーディを飛行機で護送する。そのリーディを狙い、ハイジャック犯達は飛行機を乗っ取り、連れ去る。爆破で吹き飛んだドアから落ち死亡したテリーの仇を討つべく、ピートは不慣れながらスカイダイビングに挑む。

## 登場人物
ピート・ネシップ
演 - ウェズリー・スナイプス
連邦保安官。リーディを護送中にタイが率いるハイジャック犯達により弟テリーが犠牲になる。行き着いてジェシーと会い、スカイダイビングを習得してテリーの仇を討つべくハイジャック犯達に挑む。好みのタイプは優しくて物静かでトロい女。
タイ・モンクリーフ
演 - ゲイリー・ビジー
ハイジャック犯のリーダー、元DEA麻薬捜査官。DEAや軍隊歴を悪用してスカイダイビングで麻薬を盗み出し、依頼者に売りさばく。リーディを連れ去る理由は、前職でも分からないDEAのコンピューターに侵入する頭が欲しいためである。FBI捜査官の1人も買収しており、ジャガーを口封じにしている。終盤でピートとの激しい乱闘の末に高層ビルから転落し、仲間の運転するトラックのフロントガラスに激突して死亡する。
ジェシー・クロスマン
演 - ヤンシー・バトラー
スカイダイビング専門のスクールを経営する女性。元はチャンピオンであるジャガーと組んでいたが、そのジャガーと麻薬を運んだ事で捕まり、それ以降は捜査官を嫌い生意気な性格になっている。
アール・リーディ
演 - マイケル・ジェッター
囚人、ハッカー。証言することを条件にネシップ兄弟に護送してもらうが、タイ達が上空10000メートルから連れ去る（この時に一味のトルスキーが小指を食いちぎる。指を食いちぎった理由はリーディが死亡したように見せかける為である）。

## キャスト
| 役名                                   | 俳優                         | 日本語吹替                     | 日本語吹替                                            |
| 役名                                   | 俳優                         | ソフト版                       | テレビ朝日版                                          |
| -------------------------------------- | ---------------------------- | ------------------------------ | ----------------------------------------------------- |
| ピート・ネシップ連邦保安官             | ウェズリー・スナイプス       | 大滝進矢                       | 江原正士                                              |
| タイ・モンクリーフ                     | ゲイリー・ビジー             | 立木文彦                       | 菅生隆之                                              |
| ジェシー・クロスマン                   | ヤンシー・バトラー           | 塩田朋子                       | 松本梨香                                              |
| アール・リーディ                       | マイケル・ジェッター         | 辻親八                         | 山野史人                                              |
| セルカーク                             | コリン・ネメック             | 真殿光昭                       | 檀臣幸                                                |
| スウープ                               | カイル・セコー               | 仲野裕                         | 野島昭生                                              |
| ジャガー                               | ルカ・ベルコヴィッチ         | 津田英三                       | 田中正彦                                              |
| テリー・ネシップ連邦保安官             | マルコム＝ジャマル・ワーナー | 大川透                         | 星野充昭                                              |
| ボビー                                 | レックス・リン               | 宝亀克寿                       | 中博史                                                |
| ウィノナ                               | グレイス・ザブリスキー       | 定岡小百合                     | 竹口安芸子                                            |
| トルスキー                             | サム・ヘニングス             | 田原アルノ                     | 荒川太郎                                              |
| デュピューティ・ドッグ                 | ロバート・ラサード           | 中博史                         | 松本大                                                |
| カーラ                                 | クレア・スタンスフィールド   | 藤木聖子                       | 塩田朋子                                              |
| ジュース                               | ミッキー・ジョーンズ         | 茶風林                         | 宝亀克寿                                              |
| トム・マックラッケン                   | アンディ・ロマーノ           | 稲葉実                         | 糸博                                                  |
| ボブ・コヴィングトン捜査官             | クラーク・ジョンソン         | 津田英三                       | 野島昭生                                              |
| グレン・ブラックストン捜査官           | チャールズ・ボスウェル       | 中博史                         | 水野龍司                                              |
| フォックス刑事                         | エド・アマトルド             | 星野充昭                       | 水野龍司                                              |
| ゴードン・メイプルズ                   | ティム・パウエル             | 宝亀克寿                       | 北川勝博                                              |
| マイク・ミルトン                       | リック・ジーフ               | 大川透                         | 石井隆夫                                              |
| スティーブ・グリーバーグ（リポーター） | スティーブ・グリーバーグ     | 梅津秀行                       | 青山穣                                                |
| その他                                 | N/A                          | 池本小百合 種田文子 喜田あゆ美 | 叶木翔子 大坂史子 岡本章子 梅田貴公美 津田真澄 堀川仁 |
| 日本語版スタッフ                       |                              |                                |                                                       |
| 演出                                   | 演出                         | 伊達康将                       | 蕨南勝之                                              |
| 翻訳                                   | 翻訳                         | 井場洋子                       | 岩本令                                                |
| 効果                                   | 効果                         |                                | サウンドボックス                                      |
| 録音                                   | 録音                         |                                | オムニバス・ジャパン                                  |
| 製作                                   | 製作                         | 東北新社                       | 東北新社                                              |
| 初回放送                               | 初回放送                     | 1996年4月26日 VHS発売          | 1998年4月19日 『日曜洋画劇場』                        |